# You Won't Forget About Me
"You Won't Forget About Me" er en dance pop-sang af den australske sangerinde Dannii Minogue udgivet i oktober 2004. Sangen blev oprindeligt kun udgivet som single, men blev senere inkluderet på Minogues samlealbum The Hits & Beyond (2006) og på sporlisten på Minogues femte studiealbummet Club Disco (2007).

## Komposition og indspilning
"You Won't Forget About Me" er en dance pop-sang med tunge trommeslag og synthesizere. Teksten, som blev skrevet af Minogue, beskriver en, nu afsluttet sommer-romance. De to kærester beroliger hinanden med teksten "you won't forget about me / as long as you live".
Efter succesen med hendes foregående album Neon Nights blev Minogue spurgt af pladeselskabet All Around the World Records, om hun ville skrive en tekst til et populært instrumental spor med titeln "Flower Power", som blev et stort hit i natklubber på Ibiza. Minogue sagde ja og skrev teksten til den sang som blev "You Won't Forget About Me".

## Listeplaceringer
"You Won't Forget About Me" var et Top 10-hit i Storbritannien og nåede nummer syv på UK Singles Chart. Sangen opholdt sig på hitlisterne i fem uger og solgte 30.000 eksemplarer. I andre europæiske lande nåede sangen henholdsvis nummer syv i Ukraine, nummer 12 i Italien, nummer 13 i Grækenland, nummer 16 i Portugal, nummer 17 i Spanien og nummer 40 i Rusland. I USA nåede sangen femtepladsen på Billboard Hot Dance Club Songs-listen.

## Formater og sporliste
Australsk CD single
1. "You Won't Forget About Me" (Vocal Radio Edit) – 3:46
2. "You Won't Forget About Me" (LMC Extended Vocal Mix) – 6:56
3. "You Won't Forget About Me" (Original Extended Vocal Mix) – 6:33
4. "Flower Power" (Original Instrumental) – 6:39
5. "You Won't Forget About Me" (Afterlife Lounge Mix) – 5:31

Britisk CD single 1
1. "You Won't Forget About Me" (Radio Edit) – 3:45
2. "You Won't Forget About Me" (LMC Remix) – 6:58
3. "You Won't Forget About Me" (Afterlife Remix) – 5:34
4. "You Won't Forget About Me" (Basscore Remix) – 6:14
5. "Flower Power" (Original Instrumental) – 6:39
6. "You Won't Forget About Me" (Kenny Hayes Remix) – 8:09
7. "You Won't Forget About Me" (Music video)

Britisk CD single 2
1. "You Won't Forget About Me" (Radio Edit) – 3:45
2. "Flower Power" (Original Instrumental) – 6:39

Spansk CD single
1. "You Won't Forget About Me" (LMC Extended Vocal Mix) – 6:56
2. "You Won't Forget About Me" (Original Extended Vocal Mix) – 6:33
3. "Flower Power" (Club Mix) – 6:39
4. "Flower Power" (Dub Mix) – 6:35
5. "Flower Power" (Vocal Radio Edit) – 3:46

## Hitlister
| Hitliste (2004)              | Placering |
| ---------------------------- | --------- |
| Australien (ARIA Charts)     | 20        |
| Belgien (Ultratop Flandern)  | 42        |
| Belgien (Ultratop Vallonien) | 37        |
| Frankrig (SNEP)              | 55        |
| Irland (Irish Singles Chart) | 22        |
| Italien (FIMI)               | 12        |
| Skotland (OCC)               | 2         |
| Spanien (PROMUSICAE)         | 14        |
| Storbritannien (OCC)         | 7         |